# Plateau (estado)
Plateau é um estado na região central da Nigéria, criado em 3 de fevereiro de 1976. Sua capital é a cidade de Jos. Em 2012 a população era 3 873 590 habitantes, numa área de 30 913 km².

## Geografia

### Estados adjacentes
- Bauchi - para o Nordeste
- Kaduna - Para o Noroeste
- Nasarawa - para o sudoeste, foi dividido do Plateau (estado) em 1996.
- Taraba - para o Sudeste